# Ferdinand Rieser

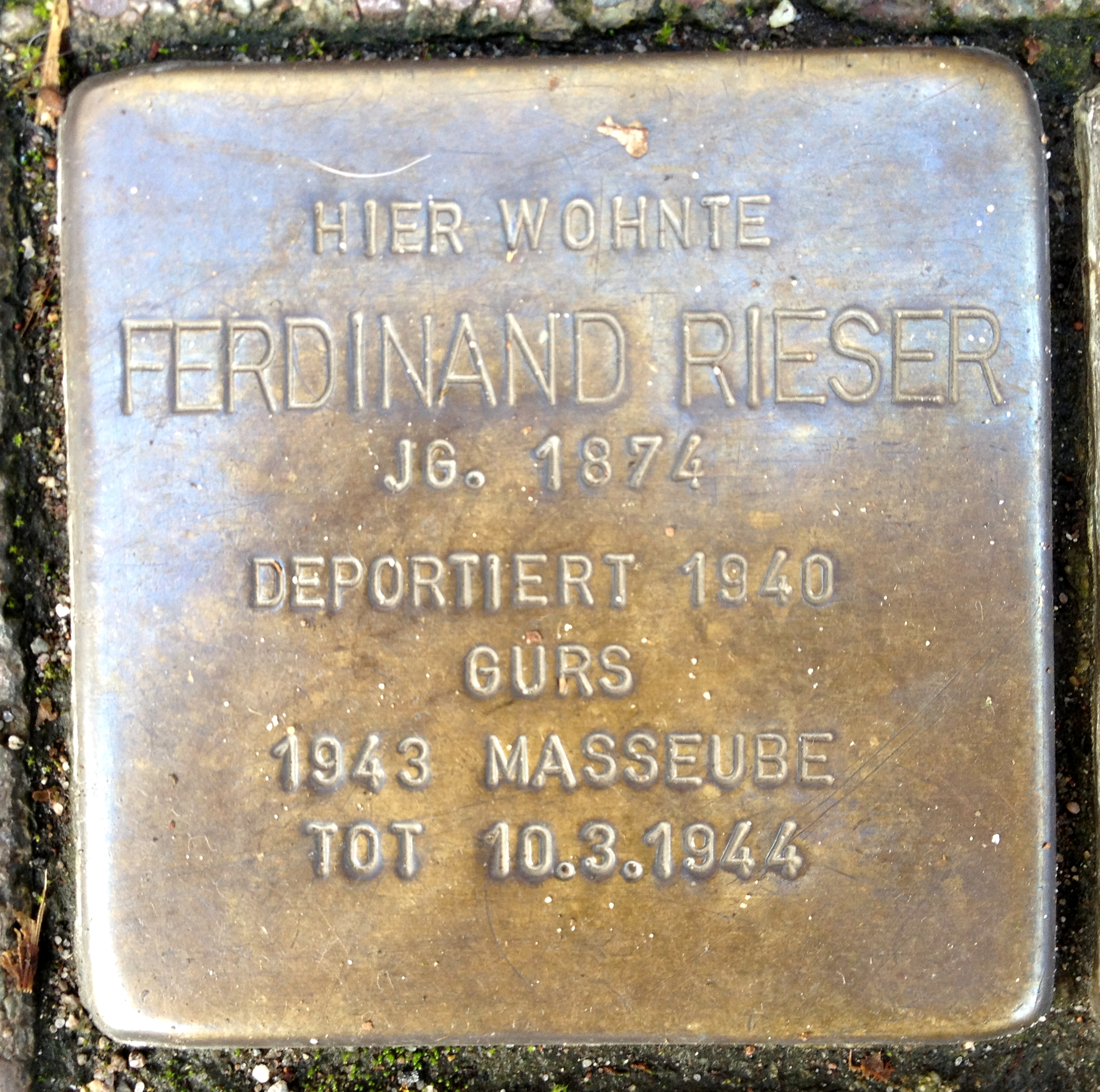
Stolperstein für Ferdinand Rieser, Kriegsstraße 192 in Karlsruhe

Ferdinand Rieser (* 17. Dezember 1874 in Konstanz; † 10. März 1944 in Masseube, Département Gers) war ein deutscher Philologe, Bibliothekar und Direktor der Badischen Landesbibliothek in Karlsruhe. Er wurde als Jude im nationalsozialistischen Deutschland zwangspensioniert und nach Frankreich deportiert, wo er 1944 in einem Krankenhaus bedingt durch die Haft in Konzentrationslagern an einem Herzinfarkt starb.

## Kindheit und Jugend (1874–1893)
Ferdinand Rieser wurde als Sohn des Religionslehrers Salomon Rieser geboren. Der frühe Tod des Vaters zwang die Familie nach Heidelsheim bei Bruchsal umzusiedeln, wo sie durch Verwandte der Mutter unterstützt wurden. Dort besuchte Ferdinand Rieser die Volksschule, in Bruchsal das Gymnasium. In Bruchsal wurde er Vorsitzender des „Philatelistischen Schülerverein Bruchsal“. Nachdem dieser bankrottgegangen war, trug Rieser den entstandenen Schuldenberg in Höhe von 272 Reichsmark zur Ehrenrettung selbst ab.

## Ausbildung und erste berufliche Tätigkeit als Bibliothekar (1893–1913)
Rieser studierte neue Philologie in Heidelberg, Freiburg, Berlin und Straßburg. Er schloss sein Studium mit dem Staatsexamen ab. Nach einem Probejahr als Lehramtskandidat an einem Gymnasium entschied er sich jedoch gegen eine Laufbahn als Lehrer und begann 1898 eine Tätigkeit als Praktikant an der Badischen Hof- und Landesbibliothek in Karlsruhe. 1906 wurde Rieser an der Universität Heidelberg bei Max von Waldberg in Germanistik promoviert. Am 27. März 1913 heiratete er Adele Behr in Karlsruhe. In der Hierarchie der Landesbibliothek stieg Rieser kontinuierlich auf und wurde 1908 als Großherzoglicher Bibliothekar verbeamtet.

## Im Ersten Weltkrieg (1914–1918)
Rieser leistete vom 1. Juli 1915 bis 21. August 1916 Heeresdienst beim 2. Badischen Landsturmbataillon, wegen seines Gesundheitszustands allerdings in der Verwaltung („garnisonsfähig“). Auf Initiative von Theodor Längin, Direktor der Badischen Landesbibliothek, wurde Rieser für unabkömmlich eingestuft und auf seinen Posten zurückgerufen. Am 16. März 1916 wurde ihr erstes Kind Eugen geboren, der durch seine Behinderung auf ständige Pflege angewiesen war. 1917 erhielt er den Ehrentitel Professor.

## Nachkriegsjahre und Direktion der Landesbibliothek (1918–1933)
Am 25. September 1920 wurde die Tochter Eva geboren. Im selben Jahr wurde Rieser zum Oberbibliothekar befördert und 1931 rettete er die Landesbibliothek gemeinsam mit Theodor Längin vor der drohenden Schließung. Am 1. Dezember 1932, kurz vor Begin der nationalsozialistischen Herrschaft, wurde Rieser zum Direktor der Landesbibliothek ernannt. Riesers Engagement galt daneben dem Jüdischen Kulturbund in Karlsruhe, dessen Vorsitz er bis 1933 innehatte.

## Zwangspensionierung, Deportationen und Tod (1933–1943)
Am 5. April 1933 erfolgte die Beurlaubung aufgrund seiner jüdischen Herkunft durch den Gauleiter Baden Robert Wagner, am 23. September wurde Ferdinand Rieser per Beschluss von Wagner zwangspensioniert. Rieser widmete sich nun seinen historischen Studien, durfte aber ab 1938 als Jude keine Bibliotheken und Archive mehr nutzen. Ehemalige Kollegen verschafften ihm illegal Zutritt zur Badischen Landesbibliothek. Am 22. Oktober 1940 wurde er mit 6000 anderen Juden im Rahmen der „Wagner-Bürckel-Aktion“ aus Baden nach Gurs in Frankreich deportiert. Rieser versuchte dort eine Bibliothek aufzubauen. Am 17. März 1941 werden Ferdinand und Adele Rieser in das Camp du Récébédou verlegt. Aus dieser Zeit sind vier Briefe erhalten. Rieser bemühte sich erfolglos um die Ausreise. Auch in Récébédou betrieb Rieser die Lagerbibliothek. Im August 1942 entging das Ehepaar aus unbekannten Gründen der Deportation nach Drancy bzw. Auschwitz. Beide wurden am 7. Oktober 1942 in das Konzentrationslager Nexon deportiert, am 15. März 1943 nach Masseube. Adele Rieser starb dort am 23. Oktober 1943 in einem Krankenhaus. Am 10. März 1944 starb Ferdinand Rieser auch im selben Krankenhaus an Herzversagen. Das Ehepaar fand ein Grab auf dem Friedhof von Auch. Über die schrecklichen Bedingungen der Lagerhaft finden sich Unterlagen im Stadtarchiv Karlsruhe.
Vor dem Haus Kriegsstraße 192 in Karlsruhe wurde am 29. Mai 2009 ein Stolperstein für Ferdinand Rieser verlegt.

## Ermordung des Sohnes Eugen Rieser
Der geistig behinderte Eugen Rieser war ab seinem 6. Lebensjahr auf Wunsch der Eltern in der St. Josefs-Anstalt in Herten untergebracht. Im Rahmen der so genannten Aktion T4 wurde Eugen am 2. Dezember 1940 nach Grafeneck gebracht und ermordet.

## Veröffentlichungen (Auswahl)
- Des Knaben Wunderhorn und seine Quellen. Einleitung und allgemeiner Teil. Dissertation Universität Heidelberg 1907.
  - erweiterte Verlagspublikation: Des Knaben Wunderhorn und seine Quellen. Ein Beitrag zur Geschichte des deutschen Volksliedes und der Romantik. Ruhfus, Dortmund 1908  (Digitalisat).
- Das Tannhäuserlied. Geschichte eines Volksliedes. In: Die Pyramide. Wochenschrift zum Karlsruher Tagblatt 1920, S. 225–228.
- Raubritter. Nach alten deutschen Liedern und Chroniken. In: Zeiten und Völker 1911, S. 62–66. 85–91.
- Ausstellung August Gebhard: [Gemälde - Graphik und Zeichnungen] / [Ferdinand Rieser]. Stiess, Karlsruhe 1918 (Digitalisat).
- August Gebhard, ein junger badischer Maler. In: Ekkhart 1, 1920, S. 37–45.